# Вольне
Вольне́ (фр. Volnay) — коммуна во Франции, находится в регионе Бургундия. Департамент коммуны — Кот-д’Ор. Входит в состав кантона Бон-Север. Округ коммуны — Бон. Код INSEE коммуны — 21712.
Вольне — один из аппелласьонов винодельческой зоны Кот-де-Бон, расположенный между Поммаром (к северу) и Мёрсо (к югу). Выпускает мягкие красные вина с «шёлковыми» танинами. Всего к аппелласьону относится 26 виноградников уровня премьер-крю. 
Про семейство де Монтий, исстари приготовляющее вино из винограда, собранного на известном винограднике Champans, рассказывается в документальном фильме «Мондовино» (2004).

## Население
Население коммуны на 2010 год составляло 274 человека.
| 1962 | 1968 | 1975 | 1982 | 1990 | 1999 | 2010 |
| ---- | ---- | ---- | ---- | ---- | ---- | ---- |
| 504  | 464  | 452  | 411  | 355  | 324  | 274  |

## Экономика
В 2010 году среди 159 человек трудоспособного возраста (15—64 лет) 128 были экономически активными, 31 — неактивными (показатель активности — 80,5 %, в 1999 году было 73,8 %). Из 128 активных жителей работали 122 человека (66 мужчин и 56 женщин), безработных было 6 (3 мужчин и 3 женщины). Среди 31 неактивных 13 человек были учениками или студентами, 13 — пенсионерами, 5 были неактивными по другим причинам.